# Я — початок (фільм)
«Я — початок» (англ. I Origins) — американська науково-фантастична драма 2014 року, режисера, сценариста і продюсера Майка Кегілла.
Світова прем'єра стрічки відбулася 18 січня 2014 року на кінофестивалі «Санденс».

## Сюжет
Єн Ґрей (Майкл Пітт) — молекулярний біолог, і, як справжній учений, він вірить тільки фактам. Разом зі своїм колегою Кенні (Стівен Єн) і студенткою-першокурсницею Карен (Бріт Марлінг) він досліджує еволюцію людського ока, щоб довести еволюцію ока і спростувати аргументи креаціоністів. Вчені вивчають організми, що знаходяться на різних ступенях розвитку, щоб зрозуміти процес вдосконалення такого складного органу чуття, як зір, і отримати докази того, що людське око з'явилося природним шляхом, а не є божественним творінням.
Надавши наукові дані з кожного щабля еволюції, Єн хоче вирішити давній спір про існування розумного творця на користь науки. Одного разу на вечірці у переддень Хелловіна, Єн знайомиться з дівчиною Софі (Астрід Берже-Фрісбі), яка дивиться на світ по-іншому: вона не сумнівається в існуванні Бога і впевнена, що в минулому житті вони з Єном були знайомі. Досліди вчених вона теж оцінює по-своєму: можливість сліпого організму стати зрячим Софі порівнює з наданням деяким людьми нового почуття, так званого «духовного початку». Незабаром досліди вчених дають перші позитивні результати, і Єн наближається до своєї мети, але через кілька років трапляється щось, що здатне спростувати його наукові погляди.

## У ролях
- Майкл Пітт — Єн Ґрей
- Бріт Марлінг — Карен
- Астрід Берже-Фрісбі — Софі
- Стівен Ян — Кенні
- Арчі Панджабі — Прія Варма
- Кара Сеймор — доктор Джейн Сіммонс
- Вільям Мапотер — Дерріл Маккензі